# Beltrán Alfonso Osorio y Díez de Rivera
Beltrán Alfonso Osorio y Díez de Rivera (Madrid, 15 de diciembre de 1918 - Madrid, 8 de febrero de 1994) fue un aristócrata español destacado por su cargo de jefe de la Casa de S.A.R. Juan de Borbón y Battenberg, conde de Barcelona y padre del rey Juan Carlos I de España, que ocupó desde el año 1954 hasta la muerte de don Juan, acaecida en 1993.
Fue continuador de la tradición familiar por la hípica: presidió la Sociedad de Fomento de la Cría Caballar de España, fue el primer jinete español en participar en la prueba británica Grand National y está considerado el mejor jinete de España y uno de los mejores de Europa. Participó, representando a su país, en los Juegos Olímpicos de Helsinki (1952) y en los de Roma (1960), y fue elegido por el Daily Mail en 1992 deportista del año.

## Biografía

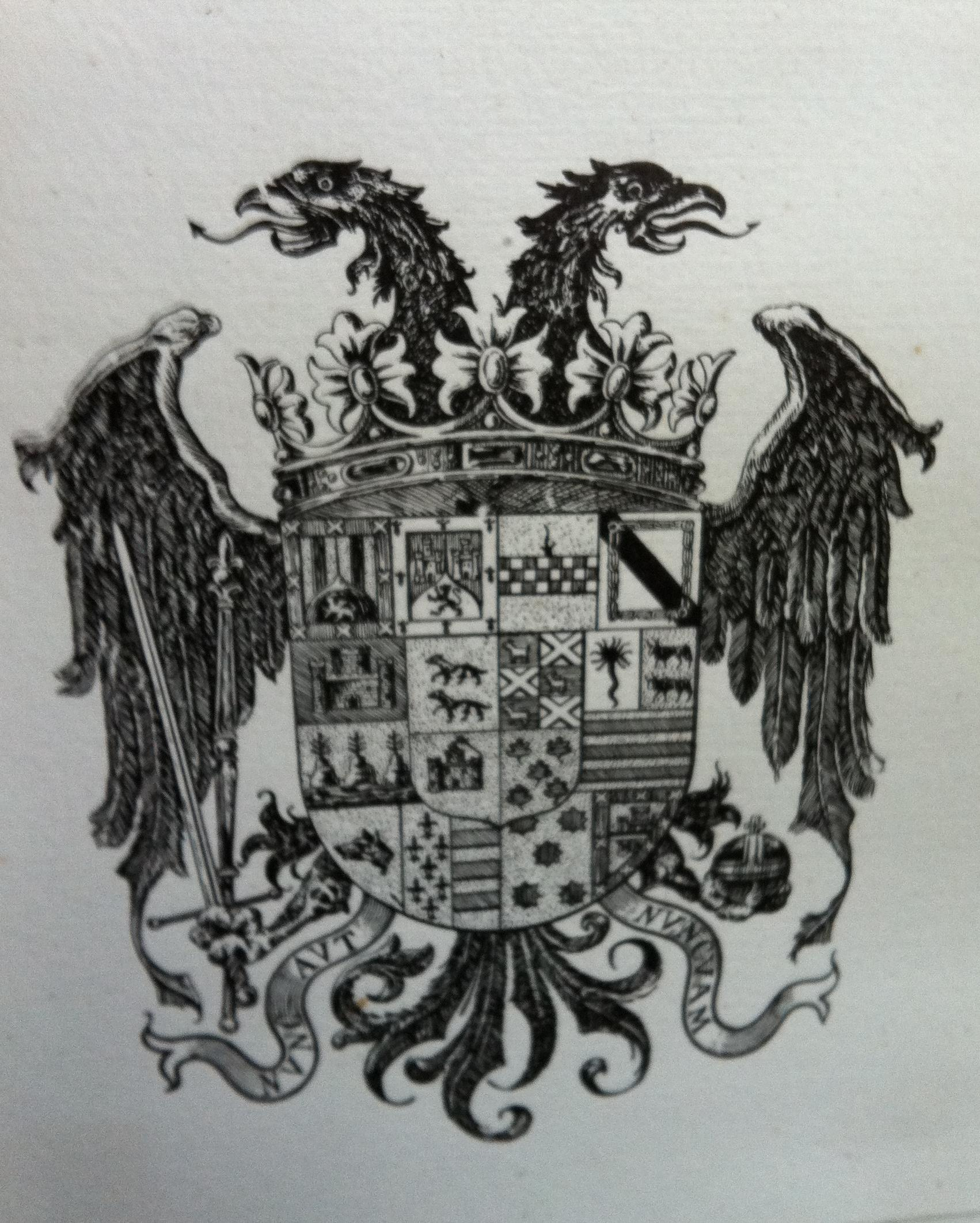
Escudo de armas de Beltrán Osorio y Díez de Rivera, XVIII duque de Alburquerque y jefe de la Casa de los Condes de Barcelona.

Descendiente de míticas figuras medievales y modernas como Beltrán de la Cueva o Ambrosio Spinola, nació en Madrid siendo sus padres Miguel Osorio y Martos, XVII duque de Alburquerque, e Inés Díez de Rivera y de Figueroa, hija de los V condes de Almodóvar.
En 1936, cuando aún no había alcanzado la mayoría de edad, participó en la guerra civil española, en el frente de Somosierra, combatiendo después en la Infantería Navarra, al mando de la IV compañía del Tercio de San Fermín, pasando más tarde a la Caballería del Ejército del Centro. Al finalizar la contienda, ingresó en la Academia Militar, de la que salió con el grado de teniente.
Desde 1954, y hasta 1993, ostentó el cargo de Jefe de la Casa de S.A.R. Juan de Borbón y Battenberg, conde de Barcelona y por su servicio y entrega Juan Carlos I de España le nombró caballero de la Orden del Toisón de Oro.
Fue uno de los aristócratas más importantes de su tiempo, representante de la segunda Casa nobiliaria más singular de España, y ostentó los títulos de XVIII duque de Alburquerque (GE), VIII duque de Algete (GE), XIX marqués de Alcañices (GE), XI marqués de los Balbases (GE), XIII marqués de Cadreita, XVII marqués de Cuéllar, IX marqués de Cullera, XIV marqués de Montaos, XVI conde de Fuensaldaña, XVI conde de Grajal, XVIII conde de Huelma, XVIII conde de Ledesma, XV conde de la Torre, XII conde de Villanueva de Cañedo y XIII conde de Villaumbrosa. Fue además, capitán y comandante de Caballería del Ejército Español, caballero de la Orden del Toisón de Oro, caballero gran cruz de justicia de la Orden de San Lázaro de Jerusalén, y profesor de la Escuela Militar de Equitación.
El periodista Jaime Peñafiel, en un artículo post mortem titulado “El último caballero español”, le dedica estas palabras:

Aunque al generalizar siempre se corre el riesgo de pecar de injusto y hasta de ofender por exclusión, no resisto la tentación de calificar la muerte del duque de Alburquerque como la del último caballero español. Entendiendo por tal la imagen preconcebida que se tiene de un caballero. Ya sea nacido en España o en el Reino Unido: alto, delgado como un personaje de El Greco, elegante como un lord inglés, educado, bondadoso y leal. En Inglaterra al duque de Alburquerque le llamaban, simplemente, «El caballero». Un caballero de inclinación de cabeza y taconazo. Don Beltrán (no podía llamarse de otra manera) de Osorio y Díez de Ribera respondía también a la imagen que el barón de Montesquieu tenía de un gran señor: «Un hombre que ve al rey, habla con los ministros, tiene antepasados y propiedades»
Jaime Peñafiel

## Su pasión, la hípica
Su gran pasión, el motor que movía su vida era indudablemente el mundo del caballo, como no podía ser de otra forma, ya que tenía como más inmediato ascendiente a Nicolás Osorio y Zayas, XV duque de Alburquerque, introductor de la cría caballar en España, y todos los duques posteriores, grandes aficionados al mundo del equino.
Pero no sólo su dedicación en el mundo del caballo estuvo vinculada a la cría de caballos purasangre, sino que estuvo considerado el mejor jinete de España y uno de los mejores de Europa, y fue el único español en participar en la prestigiosa prueba “Grand National”, la más importante prueba de obstáculos del mundo.
En una ocasión confesó que no le hubiera importado ser un simple jockey al que se le contratara para ganar carreras, “Mi cetro por su vida”, que dijo Juana I de Castilla.
Participó en los Juegos Olímpicos de Helsinki donde obtiene un segundo puesto y en los de Roma; en 1964 ganó el Campeonato Hípico de Europa, el Sussex Staker de Lingfield Park (Inglaterra), el “Manteau de Coeur” en el Hipódromo de la Zarzuela en 1956, y otros tantísimos premios, entre ellos el Campeonato de Europa en Salto de Vallas en 1964.
Fue el primer español en participar en el prestigioso Grand National, lo hizo en los años 1952, 1963, 1965, 1966, 1973, donde ya tenía insertados en su cuerpo dieciséis tornillos debido a caídas; en 1974 con la clavícula rota, consiguiendo un honroso 8.º puesto; y por última vez en 1976, en el que termina con siete costillas y siete vértebras rotas, la muñeca y el fémur derecho roto y una fuerte conmoción cerebral, por lo que estuvo varios días en la UVI.
El periódico británico Daily Mail le elige en 1992 como el Deportista del Año, y su nombre figura escrito con letras de oro en el Jockey Club de Inglaterra.

## Matrimonios y descendencia
Casó en primeras nupcias en la iglesia de San Antonio de los Alemanes de Madrid el 2 de octubre de 1952 con Teresa Bertrán de Lis y Pidal Gurowski y Chico de Guzmán (San Sebastián, 22 de agosto de 1923 - Alcobendas, 17 de diciembre de 1969), hija de Vicente Carlos Luis Beltrán de Lis y Gurowski, II marqués de Bondad Real (GE), y de su mujer María de la Concepción Pidal y Chico de Guzmán (GE), de la Casa Marquesal de Pidal. Falleció en un accidente de tráfico al impactar su vehículo con el de Ramfis Trujillo, hijo del dictador dominicano Rafael Leónidas Trujillo, quien fallecería días después. 
Fueron hijos de este primer matrimonio:
1. Juan Miguel Osorio y Bertrán de Lis, XIX duque de Alburquerque, que continúa la línea.
2. Teresa Osorio y Bertrán de Lis (Madrid, 1962).
3. María Osorio y Bertrán de Lis (Madrid, 1966), XIV condesa de Villaumbrosa; casada con Juan José de Suelves y Figueroa, hijo de los Marqueses de Tamarit.

Casó en segundas nupcias en Estoril el 27 de junio de 1974 con María Cristiana Malcampo y San Miguel (Madrid, 5 de mayo de 1935 - Madrid, 18 de septiembre de 2004), XV duquesa del Parque, VII duquesa de San Lorenzo de Valhermoso, IX marquesa de Casa Villavicencio, IX marquesa de San Rafael, IV condesa de Joló, III vizcondesa de Mindanao, 2 veces grande de España. 
Fueron hijos de este segundo matrimonio:
1. María Cristina Osorio y Malcampo (*Madrid 1975), VIII duquesa de San Lorenzo de Valhermoso (GE), V condesa de Joló, IV vizcondesa de Mindanao y X marquesa de Casa Villavicencio.
2. María Rosa Osorio y Malcampo (*Madrid 1978), XVI duquesa del Parque (GE), y X marquesa de San Rafael.

| Predecesor: Marqués de Villatoya | Presidente de la Sociedad de Fomento de la Cría Caballar de España 1985-1988 | Sucesor: Lorenzo Sanz Mancebo |